# Louis Delâge

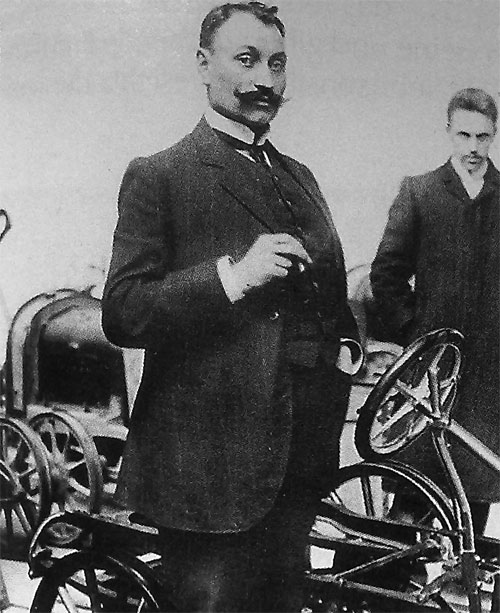
Louis Delâge

Louis Delâge (* 22. März 1874 in Cognac als Pierre Louis Delâge; † 14. Dezember 1947 in Le Pecq) war ein französischer Automobilpionier und Gründer des Automobilherstellers Delage.

## Leben und Wirken
Delâge wuchs in bescheidenen Verhältnissen auf. Als Säugling verlor er das Augenlicht auf einem Auge. Im Alter von 16 Jahren besuchte er die Arts et Métiers Ingenieurschule in Angers und schloss die Ausbildung 1893 als Ingenieur ab. Danach leistete er seinen Militärdienst ab und wurde in Algerien stationiert. 1895 wurde er aus der Armee entlassen und fand Arbeit bei einem Eisenbahnunternehmen im Süden Frankreichs. Er wechselte 1900 in die Entwicklungsabteilung eines Fahrzeugbauers nach Paris, bis er 1903 ein Angebot von Renault annahm.
Delâge bemerkte bald das große Potential, das im Automobil steckte, als die Nachfrage die Produktion überstieg. 1905 hatte er genug Geld zusammen, um sein eigenes Montagewerk in einer Scheune in Levallois-Perret, einem Vorort von Paris, eröffnen zu können. Die Delage Automobile Company wuchs schnell heran und ihre Fahrzeuge hatten bald einen guten Ruf für ihr elegantes Aussehen und deren Qualität. Delâge verzichtete seiner internationalen Kundschaft zuliebe auf den Accent circonflexe im Unternehmensnamen (Firma). Außerdem war Delage auch erfolgreich im Automobilsport vertreten. Doch die Weltwirtschaftskrise in den 1930er Jahren ließ die Nachfrage nach Autos erheblich einbrechen. 1935 musste Delage Konkurs anmelden und die Namensrechte wurden an Delahaye verkauft.
Delâge war fast 60 Jahre alt, als er auch privat in einer Finanzkrise steckte – durch seine Scheidung noch zusätzlich verschlimmert. Er suchte Trost im römisch-katholischen Glauben. Da er zu arm war, um sich ein Auto zu leisten, machte er seine Pilgerreisen zum Kloster in Lisieux oft zu Fuß oder mit dem Fahrrad. 1947 starb Louis Delâge 73-jährig in großer Armut und fast vergessen. Er wurde auf dem Friedhof in Le Pecq beigesetzt.
1990 wurde in seinem Geburtsort Cognac die nach ihm benannte Industrieschule „Lycée professionnel Louis Delâge“ gegründet.